# Cochrane (Organisation)
Cochrane [ˈkɒkɹən], auch unter dem ursprünglichen Namen Cochrane Collaboration bekannt, ist ein globales, unabhängiges Netzwerk (Geschäftsform: Charity beziehungsweise Limited Liability Company nach britischem Recht) aus Wissenschaftlern, Ärzten, Angehörigen der Gesundheitsfachberufe, Patienten und weiteren an Gesundheitsfragen interessierten Personen.  Cochrane setzt sich dafür ein, dass Entscheidungen zu Gesundheitsfragen weltweit auf Basis hochwertiger, relevanter und aktueller wissenschaftlicher Evidenz getroffen werden, und fördert diese Entscheidungsfindung durch die Erstellung und Verbreitung hochwertiger systematischer Übersichtsarbeiten und Metaanalysen sowie anderer Formate aufbereiteter Evidenz.
Cochrane wurde 1993 von Iain Chalmers in Oxford gegründet. Namensgeber ist der britische Arzt und Epidemiologe Archie Cochrane. Die Organisation hat ihren Sitz in London. Zur Arbeit von Cochrane tragen aktuell weltweit Menschen aus über 190 Ländern bei.

## Grundlagen
Die Gründung von Cochrane geht zurück auf die Arbeit des Namensgebers Archie Cochrane, der einen Mangel an zuverlässiger Evidenz für viele klinische (diagnostische und therapeutische) Verfahren in der Gesundheitsversorgung kritisierte und systematische Übersichtsarbeiten über alle verfügbaren randomisierten kontrollierten Studien als Grundlage für ihre Bewertung forderte.
Die übergeordneten Ziele von Cochrane sind in einem 2013 veröffentlichten Strategie-Dokument, der Strategy to 2020, dokumentiert, das 2021 durch die Strategy for Change: 2021-2023 fortgeschrieben wurde. Das primäre Ziel von Cochrane ist die Erstellung hochwertiger, relevanter und aktueller systematischer Übersichtsarbeiten (Reviews, auch Metaanalysen) sowie anderer Evidenzsynthese-Formate, um so die Entscheidungsfindung in Gesundheitsfragen zu erleichtern. Die Erstellung der von Cochrane erstellten systematischen Übersichtsarbeiten, der sogenannten Cochrane Reviews, folgt einem einheitlichen formalen und strukturellen Vorgehen. Alle Cochrane Reviews werden in der Cochrane Database of Systematic Reviews (CDSR) veröffentlicht, die Teil der Online-Bibliothek von Cochrane, der sogenannten Cochrane Library, ist. Im März 2022 hat Cochrane ein neues Modell für die Produktion von Cochrane-Evidenzsynthesen verabschiedet, das seither schrittweise implementiert wird (siehe weiter). Neben der Erstellung von Cochrane Reviews widmet sich Cochrane der Weiterentwicklung bestehender und der Entwicklung neuer Methoden für die Aufbereitung von Evidenz. Zu den weiteren Zielen von Cochrane gehört das Anliegen, Cochrane-Evidenz weltweit für alle Menschen zugänglich und nutzbar machen, um so einen möglichst breiten Wissenstransfer zu ermöglichen. Zu den Aktivitäten zur Erreichung dieses Ziels gehören der (Stand Juni 2023 für 2025 geplante) weltweit freie Zugang zur Cochrane Library (bislang sind Basisinformationen zu allen Cochrane Reviews sowie zu den Volltexten vieler Reviews frei verfügbar, während der uneingeschränkte Zugang eine kostenpflichtige Lizenz erfordert), die Erstellung laienverständlicher Zusammenfassungen als Teil jedes Cochrane Reviews mit Übersetzung in zahlreiche Sprachen sowie die enge Zusammenarbeit mit Patienten und Laien.

## Veränderungen bei Cochrane
Cochrane durchläuft seit Februar 2022 einen umfassenden Modernisierungsprozess, aus dem sich schrittweise Veränderungen ergeben, die auf Verbesserungen und Erleichterungen der Erstellung von Cochrane-Evidenzsynthesen ausgerichtet sind. Hierzu sind unter anderem strukturelle Veränderungen vorgesehen, darunter die Erweiterung der Aufgaben des Central Editorial Service und die Implementierung von zwei neuen Cochrane-Entitäten: Evidence Synthesis Units (Evidenzsyntheseeinheiten) und Thematic Groups (Thematische Gruppen). Die bestehenden Review-Gruppen, geographischen Gruppen, Felder und Netzwerke und Methoden-Gruppen (siehe weiter) sollen bestehen bleiben.

## Strukturen

### Leitung
Oberstes Leitungsgremium von Cochrane ist das Governing Board. Dieses setzt sich derzeit (Stand Juni 2023) aus 12 Personen zusammen. Mindestens die Hälfte der Mitglieder des Governing Boards wird von den Cochrane-Mitgliedern gewählt. Cochranes Organisationsstruktur beinhaltet eine Reihe verschiedener Ebenen, Gremien und Rollen.

### Central Editorial Service
Cochrane’s Central Editorial Service (CES) ist der „redaktionelle Zweig“ von Cochrane. und damit für die Prozesse der Qualitätssicherung, des Peer Reviews und der Vorbereitung bzw. Finalisierung der eingereichten Reviews zur Publikation verantwortlich.

### Review-Gruppen
Die Erstellung der Cochrane Reviews wird derzeit (Stand Juni 2023) von 33 aktiven Cochrane Review-Gruppen (review groups, CRGs) koordiniert, die jeweils ein bestimmtes Themengebiet betreuen. Beispiele für Review-Gruppen sind Cochrane Breast Cancer (Brustkrebs-Gruppe), Cochrane Stroke (Schlaganfall-Gruppe) und Public Health (Public-Health-Gruppe). Zwei Review-Gruppen sind in Deutschland angesiedelt: Cochrane Haematology, mit Sitz in Köln (und Oxford, GB), und Cochrane Endocrine and Metabolic Disorders, mit Sitz in Düsseldorf. Seit 2020 ist das Team von Cochrane Deutschland zudem Mitglied von Cochrane Public Health Europe.

### Geographische Gruppen
Die geographischen Cochrane-Gruppen (geographic groups) repräsentieren Cochrane, fördern und unterstützen die Verwendung von Cochrane-Evidenz in Gesundheitspolitik und Versorgungspraxis und unterstützen die Mitglieder und Unterstützer von Cochrane im jeweiligen Land. Derzeit (Stand Juni 2023) gibt es in über 50 Ländern geographische Cochrane-Gruppen.
Den deutschsprachigen Raum repräsentieren drei geographische Cochrane-Gruppen:
Cochrane Deutschland wurde 1997 unter dem Namen Deutsches Cochrane-Zentrum am Universitätsklinikum Freiburg gegründet. Bis 2018 wurde das Zentrum von seinem Gründer Gerd Antes geleitet. 2017 sind aus dem Deutschen Cochrane Zentrum zwei miteinander kooperierende Institutionen hervorgegangen: das Institut für Evidenz in der Medizin (für Cochrane Deutschland Stiftung) (IfEM), als Einrichtung der Medizinischen Fakultät der Albert-Ludwigs-Universität Freiburg, und die Cochrane Deutschland Stiftung (CDS), eine vorerst für 10 Jahre angelegte Verbrauchsstiftung. Das IfEM wird anteilig durch das Universitätsklinikum Freiburg und die Medizinische Fakultät der Albert-Ludwigs-Universität Freiburg finanziert. Die Stiftung wird vom Bundesministerium für Gesundheit (BMG) mit einer institutionellen Förderung von bis zu 1 Million Euro im Jahr gefördert. Geleitet wird Cochrane Deutschland (Stand Juni 2023) von Jörg Meerpohl (Direktor und Wissenschaftlicher Vorstand), der bereits seit 2015 Co-Direktor von Cochrane Deutschland war, und Alex Kaiser (Geschäftsführende Vorständin).
Cochrane Österreich wurde 2010 gegründet und hat seinen Sitz am Department für Evidenzbasierte Medizin und Evaluation an der Donau-Universität Krems. Cochrane Österreich wird durch den Niederösterreichischen Gesundheits- und Sozialfonds (NÖGUS) gefördert, mit Unterstützung der Donau-Universität Krems. Geleitet wird Cochrane Österreich (Stand Juni 2023) von Gerald Gartlehner und Barbara Nußbaumer-Streit.
Cochrane Schweiz wurde 2010 gegründet und hat seinen Sitz am Centre universitaire de médecine générale et santé publique (Unisanté) an der Universität von Lausanne. Cochrane Schweiz ist in allen drei Sprachregionen der Schweiz tätig und wird (Stand Juni 2023) von Erik von Elm geleitet.

### Felder und Netzwerke
Cochrane hat derzeit (Stand Juni 2023) 13 fachübergreifende, themenbezogene Felder (Fields) und Netzwerke (Networks), deren Fokus auf anderen Aspekten der Gesundheitsversorgung als bestimmten Krankheiten oder spezifischen Themen liegt, wie zum Beispiel dem Versorgungsbereich (Rehabilitation, Cochrane Rehabilitation), Personengruppen (Kinder, Cochrane Child Health) oder Leistungserbringern (Krankenpflege Cochrane Nursing) liegt.

### Methoden-Gruppen
Cochrane hatte derzeit (Stand Juni 2023) 17 Methoden-Gruppen (Methods Groups), die ein Forum zur Diskussion über die Entwicklung und Anwendung von Methoden, die bei der Erstellung von Cochrane Review angewandt werden, bieten. Beispiele für methodische Gruppen sind Cochrane Bias Methods, Cochrane Prognosis Methods oder Cochrane Statistical Methods.

## Finanzierung, Förderung und Partner
Cochrane finanziert sich durch Einnahmen aus der Cochrane Library und anderen Cochrane-Produkten sowie durch Unterstützung von nationalen Regierungen, internationalen Regierungs- und Nichtregierungs-Organisationen, Universitäten, Kliniken, privater Förderung und persönlichen Spenden. Zur Gewährleistung der wissenschaftlichen Unabhängigkeit hat Cochrane strenge Prinzipien und Regeln für die kommerzielle (finanzielle) Förderung und den Umgang mit Interessenskonflikten. Zu diesen gehört unter anderem, dass Cochrane keine kommerzielle Förderung von der pharmazeutischen oder medizinischen Industrie oder von anderen mit den Interessen von Cochrane in Konflikt stehenden Quellen akzeptiert.
Cochrane hat verschiedene Förderer und Partner. Ende März 2023 stellte das britische National Institute for Health and Care Research (NIHR) seine bisherige finanzielle Unterstützung der 21 in England beheimateten Cochrane Review Groups ein. Derzeit bemüht Cochrane sich um die Erschließung neuer Finanzierungsquellen.
Zu den Förderern von Cochrane zählen unter anderem die US-amerikanischen National Institutes of Health (NIH), das australische National Health and Medical Research Council (NHMRC), das deutsche Bundesministerium für Gesundheit (BMG), die dänische Regierung (Rigshospitalet Forschungsgemeinschaft) und das South African Medical Research Council (SAMRC). Zu den Partnern zählen unter anderem All Trials, die Campbell Collaboration, Epistemonikos, Evidence Aid, das Guidelines International Network (G-I-N), Wikipedia, Wiley und die Weltgesundheitsorganisation (WHO). Cochrane Deutschland und Cochrane Österreich beteiligen sich am Programm Verlässliches Gesundheitswissen des Deutschen Netzwerks Gesundheitskompetenz.

## Cochrane für alle: Beteiligungsmöglichkeiten
Cochrane bietet eine Reihe von Angeboten für verschiedene Personen und Personengruppen, die sich für die Arbeit von Cochrane interessieren und sich an dieser aktiv beteiligen möchten.
Das Cochrane Consumer Network ist ein weltweites Netzwerk von Patienten, pflegenden und betreuende Personen sowie Familienmitgliedern, die eigene Erfahrungen mit einem Gesundheitsproblem haben und sich für hochwertige Evidenz zu Gesundheitsfragen interessieren. Neben einem umfangreichen Informationsangebot bietet das Consumer Network unter anderem die Möglichkeit der aktiven Beteiligung an der Erstellung von Cochrane Reviews.
Die Citizen Science-Plattform Cochrane Crowd bietet Bürgerwissenschaftlern (Citizen Scientists) und anderen Freiwilligen die Möglichkeit, sich an verschiedenen Aufgaben rund um die Identifizierung und Klassifizierung wissenschaftlicher Arbeiten als Grundlage für die Entscheidungsfindung zu Gesundheitsfragen zu beteiligen. Im Juni 2023 umfasste die Cochrane Crowd fast 30.000 Beitragende aus über 180 Ländern.
Cochrane’s Plattform Task Exchange, die Mitgliedern der Cochrane- und internationalen Evidenz-Community die Vernetzung zur gegenseitigen Unterstützung bei verschiedenen Aufgaben ermöglicht hat, wird derzeit (Stand Juni 2023) unter dem Namen „Cochrane Engage“ neu organisiert.